# Interbase Public License
La Interbase Public License o (IPL) è una licenza proprietaria.
È legata al prodotto RDBMS InterBase sino al 2000, quando la Borland/Inprise l'ha reso opensource (la pubblicazione del codice sorgente di Interbase 6.0 avvenuta il 25 luglio 2000).